# Google Bilder

På engelska heter Google bilder: Google Images. Logotypen från 2015.

Google Bilder är en söktjänst som tillåter användare att söka efter bilder på webben. Tjänsten ägs av Google och introducerades i juli 2001.